# José Manuel Villarejo
José Manuel Villarejo Pérez (El Carpio, Córdoba, 3 de agosto de 1951) es un empresario español, excomisario del Cuerpo Nacional de Policía. Acusado de organización criminal, cohecho y blanqueo de capitales, estuvo desde el 3 de noviembre de 2017 hasta el 3 de marzo de 2021 en prisión provisional sin fianza. Acumuló un patrimonio de más de 20 millones de euros en España.

## Carrera policial
Ingresó en el Cuerpo General de Policía en 1972, destinado en la comisaría provincial de San Sebastián hasta 1975, donde formó parte del grupo antiterrorista y participó en distintas actuaciones contra ETA.
Obtuvo la Cruz al Mérito Policial con Distintivo Blanco.
Destinó en el equipo de Seguridad Ciudadana de la Jefatura Superior de Madrid hasta 1983.
En excedencia desde 1983 hasta 1993, durante estos años se dedicó a la actividad empresarial. 
En 1993 se reincorporó como agente operativo, o agente encubierto, para la Secretaría de Estado de Interior.

## Servicios privados parapoliciales
Durante los periodos de excedencia y tras su retiro en la policía, Villarejo ha realizado distintos trabajos de investigación a través de varias empresas, principalmente una agencia de detectives y un despacho de abogados. Entre esos trabajos, se cuentan investigaciones encargadas por organismos públicos, entidades privadas y particulares.

### Cienciología
En 1984 trabajó para lograr encarcelar a un disidente de la iglesia de la Cienciología. El dibujante dominicano Pedro Lerma Gámez, conocido como Petrus, se trató con éxito de su adicción a las drogas en un centro de Narconon en París. Esta persona trajo Narconon a España, que funcionó restando importancia a los intereses lucrativos. La iglesia de la Cienciología consideró que Pedro Lerma no seguía las instrucciones de la organización y envió misiones para tratar de reconducirle.
La cuarta misión, encabezada por dos personas llamadas Judit y Greg, puso en marcha una campaña de desprestigio interno de Lerma en la que colaboró Villarejo. Introdujo en Narconon a un cuñado suyo, apodado el Pitrancas, que, con el nombre en clave de Hero, realizó una labor de difamación entre los toxicómanos que allí se encontraban. En abril de 1984 una quinta misión, encabezada por Rodolfo Sabanero, intentó meter a Lerma en la cárcel. Villarejo le lavó el cerebro a un drogadicto con antecedentes penales por atracos llamado Juan Carlos Borrallo Rebolledo, que había sido tratado en Narconon, para que se autoinculpase de un robo en la sede de Dianética e implicase en el delito a Lerma.
El 8 de mayo de 1984 Juan Carlos Borrallo compareció en una comisaría de Madrid, autoinculpándose de dos robos que efectivamente había cometido (para dar credibilidad al asunto) y de un robo de varios E-Metros en la sede de Dianética, diciendo que fue inducido a hacerlo por Pedro Lerma. También se presentó con el mismo discurso otro individuo llamado José Luis Díaz López. Villarejo, que tenía amistades en esta comisaría, influyó en el desarrollo de la investigación policial. Tras esto, Pedro de Lerma fue puesto a disposición judicial e ingresó en prisión, bajo fianza de 800.000 pesetas. El juez José María Vázquez Honrubia descubrió la trama y Lerma fue absuelto en 1990 por la Sección Decimosexta de la Audiencia de Madrid.

### Política
A mediados de la década de los 1990, participó en la elaboración del Informe Véritas, encargado por el Ministerio del Interior dirigido por José Luis Corcuera (PSOE) y coordinado por Enrique de Federico, comisario de Policía Judicial, en el que se recogían datos sobre la vida privada de jueces como Baltasar Garzón, políticos, periodistas y empresarios como Javier de la Rosa.
En marzo de 2015, se difundió una conversación entre Villarejo, otro comisario e Ignacio González, presidente popular de la Comunidad de Madrid, en la que este les pedía que no saliera a la luz su vinculación con una sociedad instrumental de Estados Unidos que figuraba como propietaria (ficticia) de su ático en Estepona.

### Arresto
El 3 de noviembre de 2017, la Unidad de Asuntos Internos de la Policía Nacional detenía al comisario Villarejo en su domicilio de Boadilla de Monte, en Madrid, por delitos de cohecho, organización criminal y blanqueo de capitales. Después de examinar la documentación incautada, la Fiscalía Anticorrupción amplió la lista de delitos a catorce: tres de cohecho, ocho de revelación de secretos, uno de falsedad documental, uno de organización criminal y otro de blanqueo de capitales.
El 27 de febrero de 2019, desde el portal de transparencia, el director de la policía Francisco Pardo Piqueras, firma con director general de la Policía. El señor Juan Manuel Villarejo Pérez nunca ha sido detective ni consta que tuviera la TIP o tarjeta de identificación de profesional que obtienen los investigadores privados en España, después de tres años de estudios universitarios. Ni que tampoco su empresa Cenyt, que oferta ílegítimamente servicios de investigación entre otros, sin que haya constancia alguna de su inscripción como empresa de seguridad en el registro competente.

## Causas judiciales

### Caso Nicolás
Villarejo estuvo imputado en un juzgado de Madrid acusado de los delitos de revelación de secretos y pertenencia a organización criminal dentro del proceso de investigación de una pieza separada del caso Nicolás, por la supuesta grabación ilegal, manipulación y difusión de una conversación entre policías y miembros del Centro Nacional de Inteligencia.
En noviembre de 2016, la Fiscalía del caso advirtió al juez de la posibilidad de que el proceso quedase anulado si no se resolvía la destitución de los policías investigadores y la intervención de las comunicaciones.
En febrero de 2017, para evitar su procesamiento en el caso, Villarejo filtró a la prensa presunta información sobre el rey Juan Carlos y el Centro Nacional de Inteligencia. También amenazó con filtrar más información si no le sacaban del proceso.

### Operación Cataluña
El 6 de julio de 2016, poco después de la filtración de audios el 21 de junio que provocaron el Caso Fernández Díaz, Villarejo declaró ante el primer juez del caso Nicolás que había viajado frecuentemente a Cataluña a buscar información comprometedora de políticos vinculados al proceso soberanista por orden de la Dirección General de la Policía. Estas maniobras policiales contra el proceso soberanista fueron bautizadas como 'Operación Cataluña'.
Villarejo declaró ante notario que fue el autor de varios informes de la Operación Cataluña, una supuesta maniobra del Ministerio del Interior para frenar el soberanismo en Cataluña. La grabación de las escuchas fue filtrada por el comisario de policía Marcelino Martín-Blas.
El 22 de mayo de 2022 Villarejo afirmó en el programa Preguntes freqüents de TV3 que «en la operación Cataluña se hicieron cosas chungas, se alteraron pruebas». «Ante las intenciones del independentismo hicimos lo que teníamos que hacer. Algunas cosas más o menos ortodoxas, porque el concepto de legalidad es muy etéreo», añadió. Situó el inicio de la operación Cataluña en noviembre de 2012 con el informe «no verificado» en el que se afirmaba que Jordi Pujol, el líder histórico de CiU, y Artur Mas, en aquel momento presidente de la Generalidad de Cataluña, tenían cuentas en Suiza. El objetivo era desgastar a CiU, lo que se consiguió porque en las elecciones al Parlamento de Cataluña de 2012 perdió doce escaños. Según Villarejo la operación Cataluña se montó desde el Gobierno, con el conocimiento tanto del ministro del Interior, Jorge Fernández Díaz, como del presidente del Gobierno, Mariano Rajoy. «Costó alrededor de medio millón de euros, aunque de los fondos reservados salieron apenas 200 000 euros», indicó.

### Caso Pinto
El excomisario está investigado en el Juzgado de Instrucción 39 de Madrid después de que la dermatóloga Elisa Pinto lo reconociera como el autor de una supuesta agresión con arma blanca que había denunciado en abril de 2014 en el marco de la investigación por el supuesto acoso por parte del empresario Javier López Madrid.

### Operación Tándem
El 3 de noviembre de 2017 Villarejo fue detenido por los supuestos delitos de blanqueo y organización criminal en la Operación Tándem, coordinada por el Juzgado Central de Instrucción 6 de la Audiencia Nacional, que ordenó su ingreso en prisión sin fianza el 5 de noviembre de 2017. Fue recluido en el Centro Penitenciario Madrid VII de Estremera, saliendo en libertad provisional pendiente de juicio el 3 de marzo de 2021 bajo la prohibición de salir del país y la obligación de comparecer diariamente en el juzgado más próximo a su domicilio.
La operación Tándem fue iniciada por un anónimo enviado a la Fiscalía Anticorrupción, del que luego se supo que el responsable de dicho anónimo fue David R.Vidal, un exagente del CNI que actuó por su cuenta al recabar la información de un empresario cliente de Villarejo. Este exagente del CNI tiró del hilo que le llevó a otro personaje clave para la encarcelación de Villarejo: Francisco Menéndez, el representante de la petrolera estatal de Guinea Ecuatorial Gepetrol. Esta persona encargó al comisario Villarejo un informe para un alto cargo del Gobierno de Guinea Ecuatorial que destapaba los trapos sucios de uno de los hijos de Teodoro Obiang, Gabriel Mbega Obiang. A este informe, por el que Villarejo se embolsaría 5,3 millones de euros a través de sociedades pantalla, se le denominó Proyecto King; recogía interceptación de comunicaciones, informaciones bancarias y otros elementos de privacidad de Gabriel Obiang para perjudicarlo en la sucesión al trono frente a su hermano Teodorín Nguema Obiang. A través de este informe se recabó información clave para la encarcelación de Villarejo y su socio Carlos Salamanca Vilches.

### PiezasIron,LandyPintor
La línea de investigación abierta por el juez Manuel García-Castellón conocida con el nombre en clave de Iron rastreaba las actividades de espionaje ilícitas encargadas por la firma de abogados Herrero y Asociados sobre un bufete rival, Balder IP Abogados. Se sospechaba que el excomisario había obtenido datos tributarios de este último y que había emitido cinco facturas falsas para camuflar las «exageradas» retribuciones por sus servicios cargadas a su cliente.
El juez también dispuso abrir otra pieza separada, la 3 (Land), para la investigación de supuestos delitos fiscales. A instancias de la Fiscalía Anticorrupción se citó a declarar a, entre otros, Villarejo por un supuesto caso de espionaje entre miembros de la familia García Cereceda, propietaria de Procisa, promotora de la urbanización de lujo La Finca, en Pozuelo de Alarcón (Madrid). Según el auto de 11 de mayo de 2020 se procesaba tanto al comisario Villarejo como a Susana García Cereceda, máxima accionista de Procisa, y al socio Francisco Peñalver, quienes, junto a su jefe de seguridad, habrían contratado al primero para conseguir información acerca de los restantes herederos del emporio familiar. Una vez conseguida dicha información, los coacusados la habrían utilizado como método de presión al ser divulgada públicamente. Procisa habría abonado un total de 361 000 euros.
En 2021, Susana García Cereceda confesó ante el juez haber acudido a Villarejo en 2013 debido a los problemas financieros que arrastraba Procisa, fruto de una reclamación de otras empresas por importe de cincuenta millones de euros. Tras haber ganado la correspondiente sentencia, dichas empresas pretendían ejecutar provisionalmente, lo cual provocaría el concurso de acreedores de Procisa. Así las cosas, Villarejo investigó tanto a las demandantes como a la jueza que dictó la sentencia, Mónica Gómez Ferrer. La Audiencia Provincial finalmente admitió el recurso interpuesto por Procisa, permitiendo a la promotora pagar la deuda pendiente con las parcelas en disputa.  
Asimismo, el juez había instruido otra pieza separada, la 6 (Pintor). La investigación judicial llevó a la detención de Juan Muñoz Tamara, marido de Ana Rosa Quintana, que había contratado a Villarejo para cobrar una deuda mediante el chantaje a un juez con un vídeo comprometedor.
En julio de 2023, el alto tribunal dictó sentencia sobre las tres líneas de investigación abiertas: imponía al acusado una pena de diecinueve años de cárcel por revelación de secretos y falsedad documental, mientras que le absolvía de los delitos de cohecho y extorsión. En mayo de 2024, la sala de apelación anuló la sentencia condenatoria y ordenó dictar una nueva sentencia.

### ProyectoWine
En mayo de 2025 la Audiencia Nacional condenó a ocho años de prisión a Villarejo en el marco del denominado proyecto Wine. El tribunal consideró probada la comisión de cuatro delitos de descubrimiento de secretos de particulares por haber accedido ilegalmente a llamadas telefónicas para perjudicar en 2011 a la constructora Sacyr en favor de los intereses de Repsol y La Caixa. También fue condenado a seis años de prisión su socio Rafael Redondo por dichos trabajos de espionaje.

## Incendio de la Torre Windsor
El 12 de febrero de 2019, se encontraron indicios que podían implicar a Villarejo como autor único del incendio que sufrió la Torre Windsor, rascacielos del complejo AZCA, en pleno corazón financiero de Madrid.
De acuerdo a las informaciones del entorno de los periodistas al servicio de Villarejo, con el incendio se buscaba destruir unos papeles perjudiciales para el entonces presidente del BBVA, Francisco González Rodríguez. aunque en realidad, según otros investigadores, la finalidad era salvar la cotización bursátil de uno de sus clientes y solucionar el problema de la partición de una herencia.

## La España inventada. Tras los pasos de Villarejo
La España inventada: Tras los pasos de Villarejo se trata de una biografía no autorizada sobre el comisario publicada por los también detectives Manuel Bravo y Francisco Marco. Fue publicada en 2022 y describe, entre otros hechos, el intento de estafa que Villarejo llevó a cabo para vender por un millón de dólares un supuesto informe sobre Sadam Hussein a la CIA y a José María Aznar. Señalan los investigadores, que sus principales fuentes de información fueron los traficantes de armas Al Khassogi y Munsaar Al-Kasser, decisivo en la detención de Laureano Oubiña.

## Villarejo. El emérito de las cloacas
«Villarejo, el emérito de las cloacas» es un ensayo histórico en torno al contexto, los personajes, los negocios y las relaciones del Comisario Villarejo a lo largo de los principales acontecimiento relacionados con el excomisario: la guerra sucia y la transición, el tráfico de armas, el papel de la Audiencia Nacional, el fraude bursátil, la quema del edificio Windsor, el pequeño Nicolás y finalmente las causas de la caída del entramado de Villarejo de forma coincidente con la de Juan Carlos I de España. Fue publicado en el año 2022 por sus autores Gloria Elizo y Pablo M. Fernández Alarcón en la editorial de CTXT.